# Gare de Rumilly
La gare de Rumilly est une gare ferroviaire française située sur le territoire de la commune de Rumilly dans le département de la Haute-Savoie en région Auvergne-Rhône-Alpes.

## Situation ferroviaire
Cette gare est située au point kilométrique 20,941 de la  ligne d'Aix-les-Bains-Le Revard à Annemasse entre les gares ouvertes d'Albens et Annecy (entre Albens et Rumilly se trouvait aussi la gare de Bloye, fermée au trafic voyageurs en 1993). Son altitude est de 346 m.

## Histoire
- Le 5 juillet 1866, la ligne entre Aix-les-Bains et Annecy, est mise en service par la compagnie du PLM.

## Service des voyageurs

### Desserte

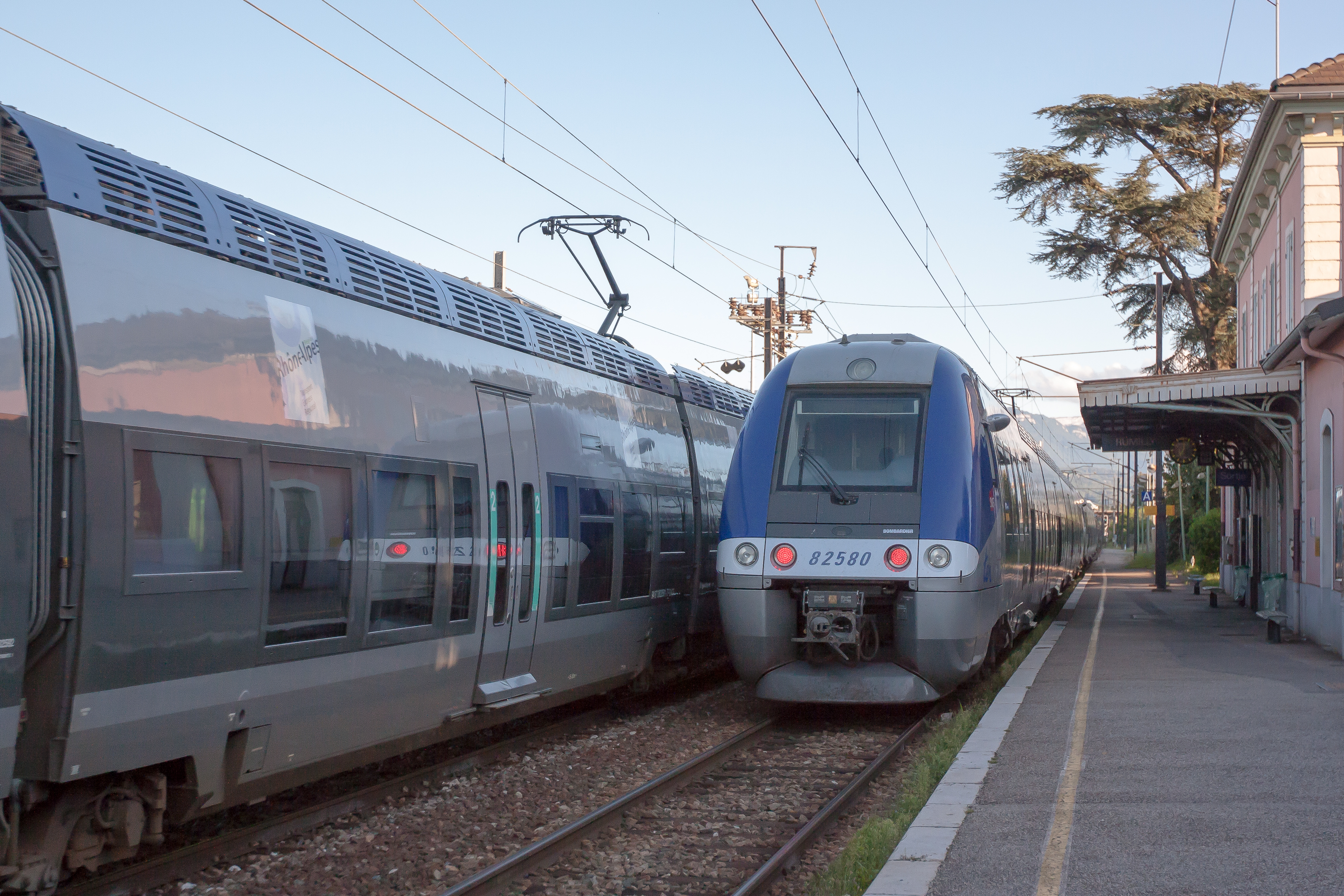
Deux rames B 82500 TER Rhône-Alpes en gare de Rumilly.

Outre les TER locaux de la relation d'Annecy à Aix-les-Bains, cette gare est desservie par les trains TER directs quotidiens Annecy - Aix-les-Bains-Le Revard - Chambéry - Challes-les-Eaux - Montmélian - Pontcharra-sur-Bréda - Allevard - Grenoble-Universités-Gières - Grenoble - Saint-Marcellin - Romans - Bourg-de-Péage - Valence TGV - Valence-Ville.
Elle est également desservie quotidiennement par les TER Annecy - Aix-les-Bains-Le Revard - Ambérieu-en-Bugey - Lyon-Part-Dieu.
De manière anecdotique, Rumilly est desservie par un TER assurant la relation direct Annecy - Avignon-Centre chaque vendredi soir avec retour le dimanche soir et un autre TER qui assure la relation Valence-Ville - Évian-les-Bains avec retour le dimanche soir à destination de Grenoble.

### Intermodalité
La gare de Rumilly est un pôle multimodal avec parking, consignes à vélos et desserte par autocars du réseau interurbain de la SIBRA (ligne 31). La gare est le point central des cinq lignes (1, 2, 3, J4 et J5) du réseau J'ybus.

## Service des marchandises
Cette gare est ouverte au service du fret.